# McKinney (Familienname)
McKinney ist ein englischer Familienname.

## Namensträger
- Benardrick McKinney (* 1992), US-amerikanischer American-Football-Spieler
- Bernard McKinney (1932–2024), US-amerikanischer Jazz-Posaunist und Euphonium-Spieler, siehe Kiane Zawadi
- Bill McKinney (1931–2011), US-amerikanischer Schauspieler
- Billy McKinney, US-amerikanischer Politiker
- Carlos McKinney, US-amerikanischer Jazz-Pianist und Produzent
- Charlotte McKinney (* 1993), US-amerikanisches Model sowie Filmschauspielerin
- Collin McKinney (1766–1861), US-amerikanischer Geschäftsmann, Laienprediger und Politiker
- Cynthia McKinney (* 1955), US-amerikanische Politikerin
- David Frank McKinney (1928–2001), nordirischer Ornithologe und Verhaltensbiologe
- Frank McKinney (1938–1992), US-amerikanischer Schwimmer
- Frank Kenneth McKinney (1943–2011), US-amerikanischer Paläontologe
- Gayelynn McKinney (* 1962), US-amerikanische Jazzmusikerin
- Gil McKinney (* 1979), US-amerikanischer Schauspieler
- Harold McKinney (1928–2001), US-amerikanischer Jazzmusiker
- Irene McKinney (1939–2012), US-amerikanische Redakteurin und Dichterin
- Jack McKinney (Basketballtrainer) (1935–2018), US-amerikanischer Basketballtrainer
- Jack McKinney (Schriftsteller), Autoren-Pseudonym von James Luceno und Brian Daley
- James McKinney (1852–1934), US-amerikanischer Politiker
- Jimmy McKinney (* 1983), US-amerikanischer Basketballspieler
- Joe McKinney (* 1967), irischer Schauspieler
- John F. McKinney (1827–1903), US-amerikanischer Politiker
- Joseph Crescent McKinney (1928–2010), US-amerikanischer Weihbischof
- Joyce McKinney (* 1949), US-amerikanisches Model
- Kennedy McKinney (* 1966), US-amerikanischer Boxer
- Kurt McKinney (* 1962), US-amerikanischer Schauspieler
- Louise McKinney (1868–1931), kanadische Politikerin
- Luther F. McKinney (1841–1922), US-amerikanischer Politiker
- Mark McKinney (* 1959), kanadischer Schauspieler, Autor
- Mærsk Mc-Kinney Møller (1913–2012), dänischer Reeder und Großindustrieller
- Meagan McKinney (* 1961), US-amerikanische Schriftstellerin
- Mira McKinney (1892–1978), US-amerikanische Schauspielerin
- Nathaniel McKinney (* 1982), bahamaischer Leichtathlet
- Patrick McKinney (* 1954), englischer Geistlicher, katholischer Bischof von Nottingham
- Philip W. McKinney (1832–1899), US-amerikanischer Politiker
- Ray McKinney (1931–2004), US-amerikanischer Jazzmusiker
- Richard McKinney (* 1979), nordirischer Fußballtorwart
- Seth McKiney (* 1979), US-amerikanischer Footballspieler
- Steve McKinney (Speedskifahrer) (1953–1990), US-amerikanischer Speedskifahrer
- Steve McKinney (Footballspieler) (* 1975), US-amerikanischer Footballspieler
- Stewart McKinney (1931–1987), US-amerikanischer Politiker
- Tamara McKinney (* 1962), US-amerikanische Skirennläuferin
- William McKinney (1895–1969), US-amerikanischer Jazz-Schlagzeuger
- Xavier McKinney (* 1999), US-amerikanischer American-Football-Spieler